# Moskauer Konzertsaal Sarjadje

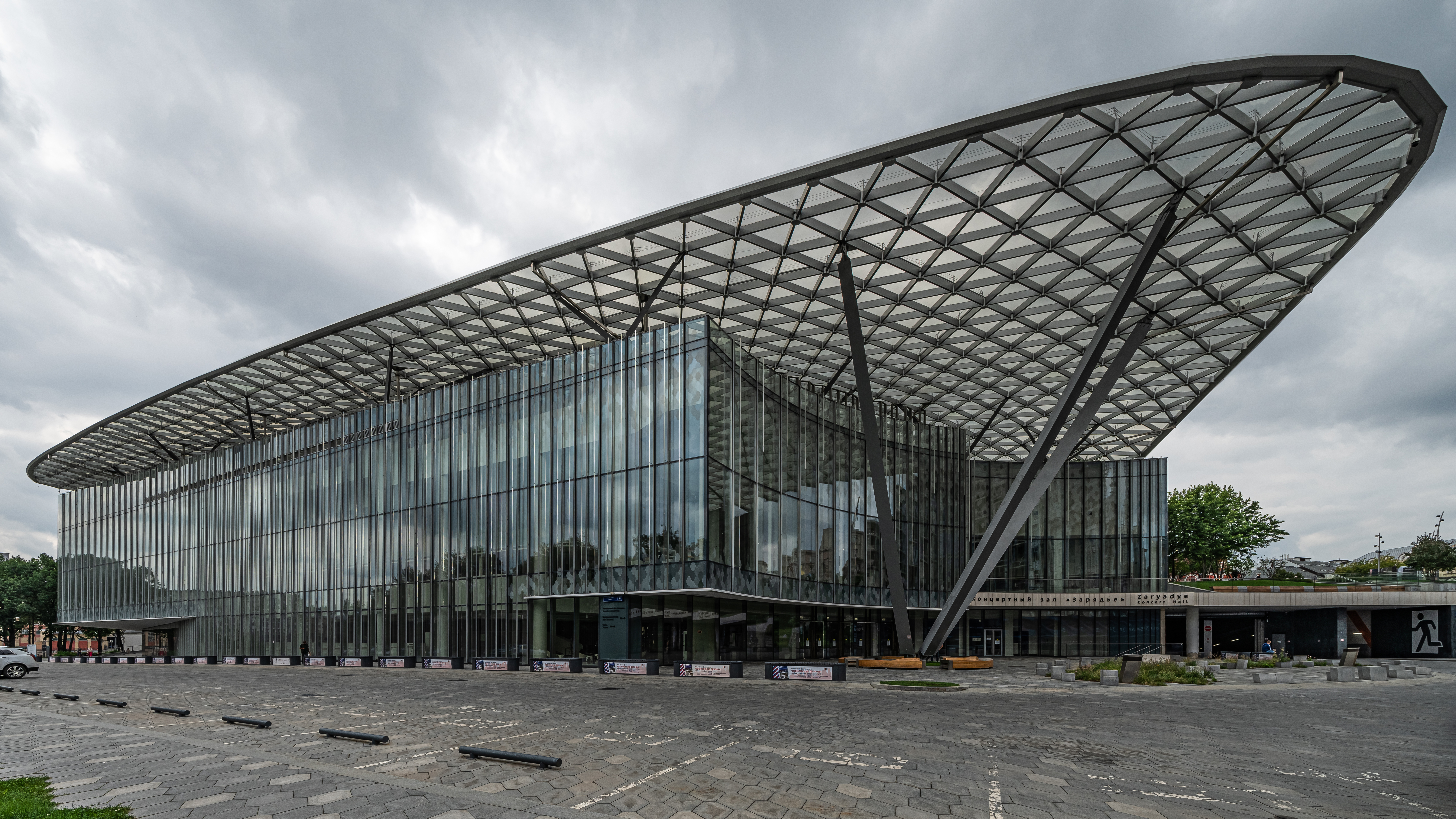
Moskauer Konzertsaal Sarjadje

Der Moskauer Konzertsaal Sarjadje (russisch Московский концертный зал Зарядье; internationale englische Bezeichnung Moscow Concert Hall Zaryadye) ist ein im Sarjadje-Park gelegenes Konzerthaus in Moskau. Die Eröffnung fand nach dreijähriger Bauzeit am 8. September 2018 statt.
Die Lage des Konzerthauses und die äußere Erscheinungsform wurde vom US-amerikanischen Architekturbüro Diller Scofidio + Renfro entworfen und unter Aufsicht von Sergei Kusnezow von dem Moskauer Bauunternehmen Mosinschprojekt realisiert. Für den Innenausbau zeichnet das Moskauer Architekturbüro Reserve verantwortlich, die Akustik projektierte Yasuhisa Toyota. Das vollautomatische Saalkonvertierungssystem im größten Konzertsaal des Gebäudes wurde von der französischen Firma Serapid entwickelt und installiert. Künstlerischer Leiter des Bauprojekts war Waleri Gergijew.

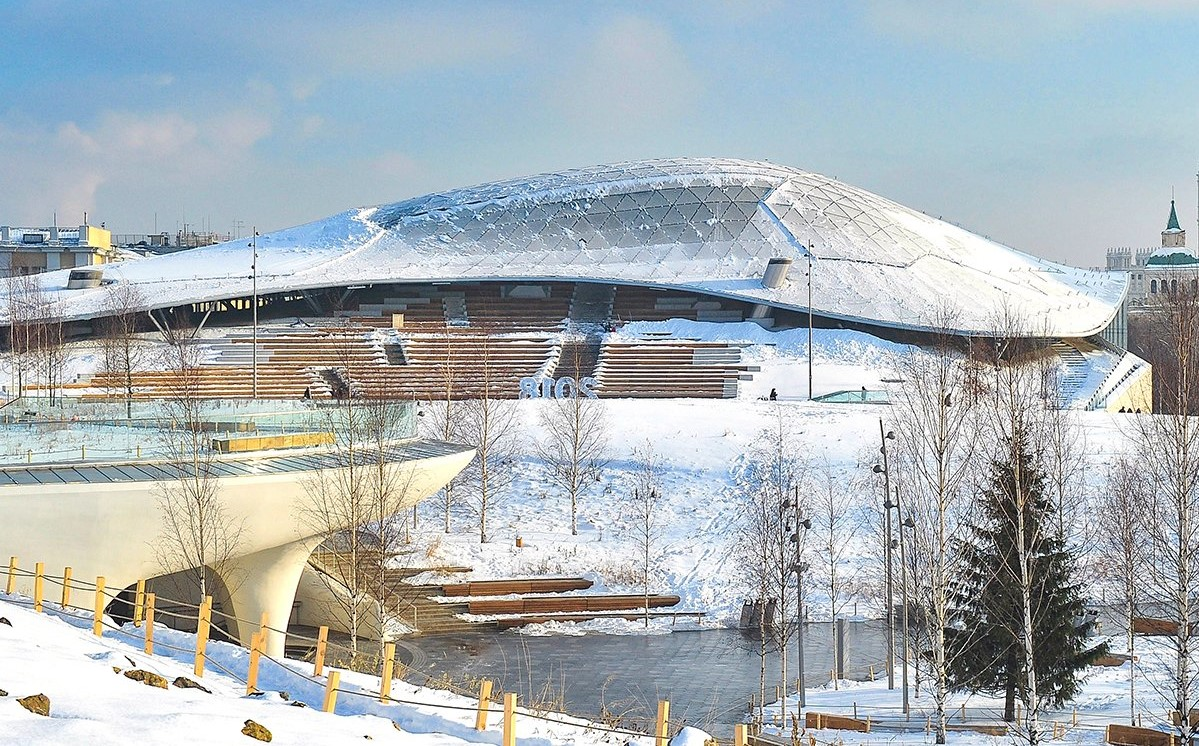
Moskauer Konzertsaal Sarjadje

Das sechsstöckige Gebäude hat zwei Untergeschosse und umfasst zwei Konzertsäle für 1550 sowie 400 Zuschauer und ein Tonstudio auf einer Gesamtfläche von 25.600 Quadratmetern. Das Konzerthaus ist in einen künstlichen Hügel eingebettet, seine transluzente Dachkonstruktion beschirmt zusätzlich das auf der Rückseite angeschlossenes Amphitheater für Open-Air-Veranstaltungen. Mit 8700 Quadratmetern ist es das weltweit größte freischwebende gläserne Dach. Die zwei Amphitheater im Sarjadje-Park sind für 1600 und 400 Zuschauer ausgelegt, in das kleinere werden Konzerte medial übertragen.
Das Parkett im Großen Saal des Hauses „kann von freiem Boden […] zu Anordnungen mit flachen oder gestaffelten Sitzrängen umkonfiguriert werden“, entsprechend der jeweiligen Orchestergröße oder Veranstaltungsart. Die Bühne ist aus alaskischem Zedernholz gefertigt, das Parkett mit Eiche verkleidet, die Bestuhlung besteht aus US-amerikanischer Kirsche, die Stühle sind mit einem schallreflektierenden Stoff bezogen. An den Wänden befinden sich Platten aus rötlichem Mahagoni – die Wahl der Holzarten ist der Optimierung der Akustik geschuldet.

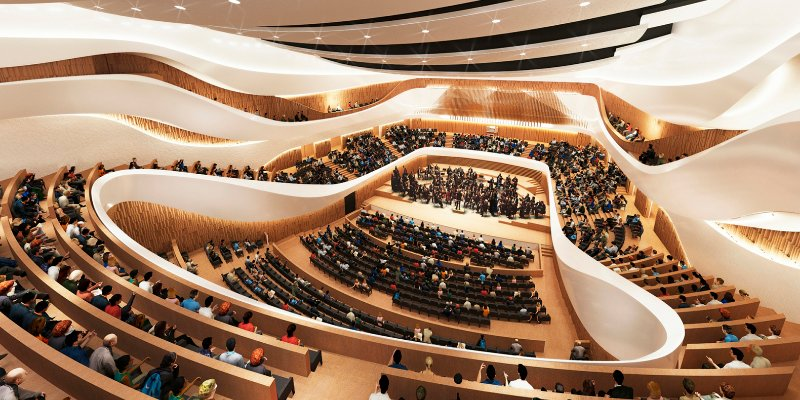
Großer Konzertsaal

Die Kosten für die Projektierung, das Erstellen der Arbeitsdokumente für den Großen Konzertsaal beliefen sich auf 180,574 Millionen Rubel, der monetäre Aufwand für die technische Ausstattung des Konzertgebäudes wird auf 1,845 Milliarden Rubel beziffert. Die Kosten für die Akustikinstallationen betrugen 608,409 Millionen Rubel und 432,033 Millionen Rubel wurden in die Bühnenbeleuchtung investiert.
Das Logo für das Konzertgebäude kreierten die Moskauer Designer Art. Lebedov Studio. Es verkürzt die offizielle Bezeichnung zu Sarjadje Saal, vorangestellt ist ein Zeichen, das die Dachkonstruktion und einen Hashtag symbolisiert.
Das Galakonzert zur Eröffnung in Anwesenheit von Wladimir Putin wurde weltweit von Rossija K übertragen. Die Einweihung der 85 Register umfassenden Mühleisen-Orgel fand am 29. Februar 2020 statt.
Träger der staatlichen Kulturinstitution Moskauer Konzertsaal Sarjadje ist die Stadt Moskau. Das Amt der Generaldirektorin hat Olga Eduardowna Schukowa inne, Waleri Gergijew ist Vorsitzender des künstlerischen Beirats.